# إريك غوندرسون (عالم نفس)
اريك غوندرسون (بالإنجليزية: Eric Gunderson)‏ هو عالم نفس أمريكي، ولد في 1923، وتوفي في 10 نوفمبر 2015.